# Rejsek horský
Rejsek horský (Sorex alpinus) je drobným zástupcem čeledi rejskovití (Soricidae), obývajícím především horské polohy.

## Popis
Hlava s tělem měří 60–80 mm, ocas 53–71 mm, hmotnost 5–14 g. Tlama se dopředu zašpičaťuje. Špičky zubů jsou tmavě červené. Středně velký druh s poměrně dlouhým ocasem a velkými zadními tlapkami. Celé tělo má jak na hřbetě, tak i na bocích a na břiše jednobarevný černošedý tón, čímž se liší od ostatních našich rejsků. Další rozlišení je u zubů, první spodní stoličku má dvouhrotovou, jiní rejsci mají zub jednohrotový. Ocas je krátce osrstěný, dvoubarevný a minimálně stejně dlouhý jako hlava a tělo. Mláďata jsou světlejší.

## Rozšíření
Obývá horské oblasti Evropy od Pyrenejí přes Alpy a pohoří střední Evropy po Karpaty a Balkán.

### Výskyt v Česku
Při mapování výskytu savců byl zjištěn na Šumavě a jejím podhůří, v Blanském lese a Novohradských horách, na severu pak od Lužických hor přes Jizerské hory, Krkonoše, Orlické hory, Králický Sněžník, Hrubý Jeseník, Nízký Jeseník a Oderské vrchy po Beskydy, Javorníky a Bílé Karpaty. Mimo to byl jeho výskyt zaznamenán také ve Žďárských vrších. V Českém lese byl zjištěn pouze na německé straně.

## Prostředí
Vyskytuje se především v horských oblastech v hustých travních porostech, lesích, ale i v oblastech nad hranicí lesa. Vyhledává vlhká místa a jehličnaté lesy ve výškách mezi 200–2500 m n. m.

## Rozmnožování a potrava
Podobně jako rejsek obecný. Samice vrhá jednou až dvakrát ročně zhruba pět mláďat.